# Francisco Espoz y Mina
Francisco Espoz Ilundain, znany jako Francisco Espoz y Mina (ur. 17 czerwca 1781 w Idocin, zm. 24 grudnia 1836 w Barcelonie) – hiszpański generał i polityk, dowódca partyzantki.
Karierę wojskową rozpoczął w 1808 w czasie wojny o niepodległość. Po kapitulacji Jaca w 1809 został włączony do oddziału, którym dowodził jego siostrzeniec Francisca Xaviera Miny. Przyjął nazwisko swojego siostrzeńca, aby kojarzono go z cieszącym się prestiżem wśród żołnierzy dowódcą.
W 1825 w Londynie Espoz y Mina opublikował swoje wspomnienia w dziele Breve extracto de la vida del general Mina (A Short Extract from the Life of General Mina) w języku hiszpańskim i angielskim. Wdowa po nim opublikowała jego kompletne wspomnienia w Madrycie w latach 1851–1852.